# 19 Draconis
19 Draconis, som är stjärnans Flamsteed-beteckning, eller med Bayer-beteckning h Draconis, är en dubbelstjärna i den mellersta delen av stjärnbilden Draken, Den har en genomsnittlig skenbar magnitud på ca 4,89 och är synlig för blotta ögat där ljusföroreningar ej förekommer. Baserat på parallaxmätning inom Hipparcosuppdraget på ca 65,5 mas, beräknas den befinna sig på ett avstånd på ca 50 ljusår (ca 15 parsek) från solen. Den rör sig närmare solen med en heliocentrisk radialhastighet på ca –21 km/s.

## Egenskaper
Primärstjärnan 19 Draconis A är en gul till vit stjärna  i huvudserien av spektralklass F8 V. Den har en massa som är 4 procent större än solens massa, en radie som är ca 1,2 gånger större än solens och utsänder ca 2 gånger mera energi än solen från dess fotosfär vid en effektiv temperatur på ca 6 300 K.
19 Draconis är en pulserande variabel av Delta Scuti-typ (DSCT:), som varierar mellan skenbar magnitud +4,85 och 4,91 utan någon fastställd periodicitet. Den är en dubbelstjärna med en omloppsperiod på 52,1 dygn och en excentricitet på 0,22. Följeslagaren har en massa som är endast 37 procent av solens, och dess ljusstyrka är endast 2 procent av solens.